# Passaporte biométrico

Países onde o passaporte biométrico está disponível para seus nacionais em geral

Símbolo internacional do passaporte biométrico, impresso na capa dos passaportes que possuem a tecnologia

O passaporte biométrico é um documento de identidade de papel e eletrônico, que utiliza a biometria para autenticar a cidadania dos viajantes. As informações pessoais dos portadores deste tipo passaporte é armazenada num minúsculo chip de computador RFID, informações essas como os dados e foto constados na folha de identidade principal do documento e as impressões digitais coletadas no momento solicitado pelo órgão emissor com intuito de evitar fraude ou falsificação, tornando assim praticamente impossível o uso do documento por terceiros. Ao desembarcar nos países, os agentes de imigração encostam o passaporte do cidadão em uma máquina leitora inteligente que apresenta todas as informações digitalmente do chip implantado na contracapa do passaporte que serve como um cartão de memória.

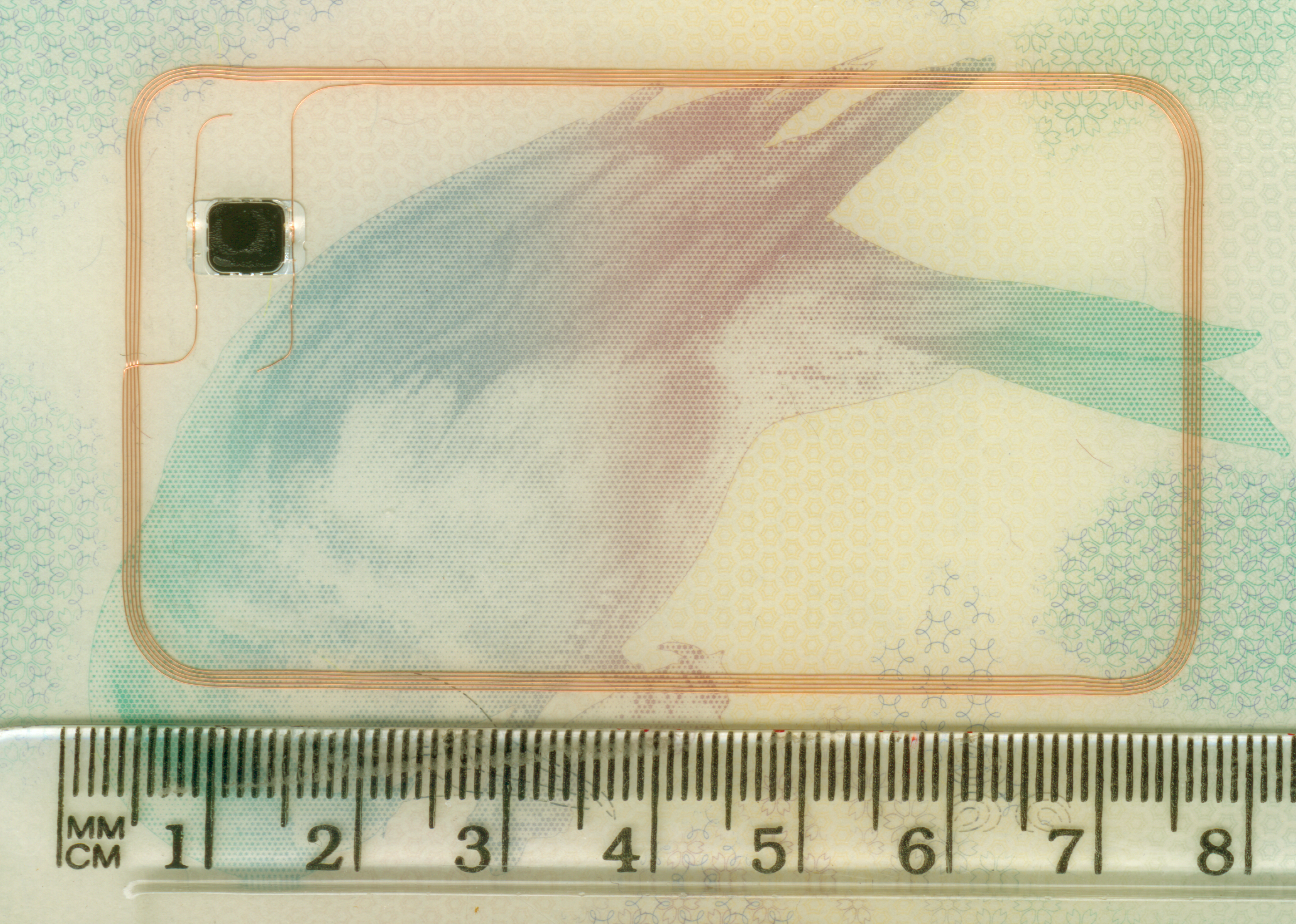
Microplaqueta de RFID de um passporte britânico

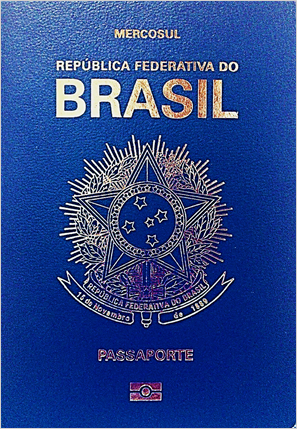
Passaporte biométrico brasileiro
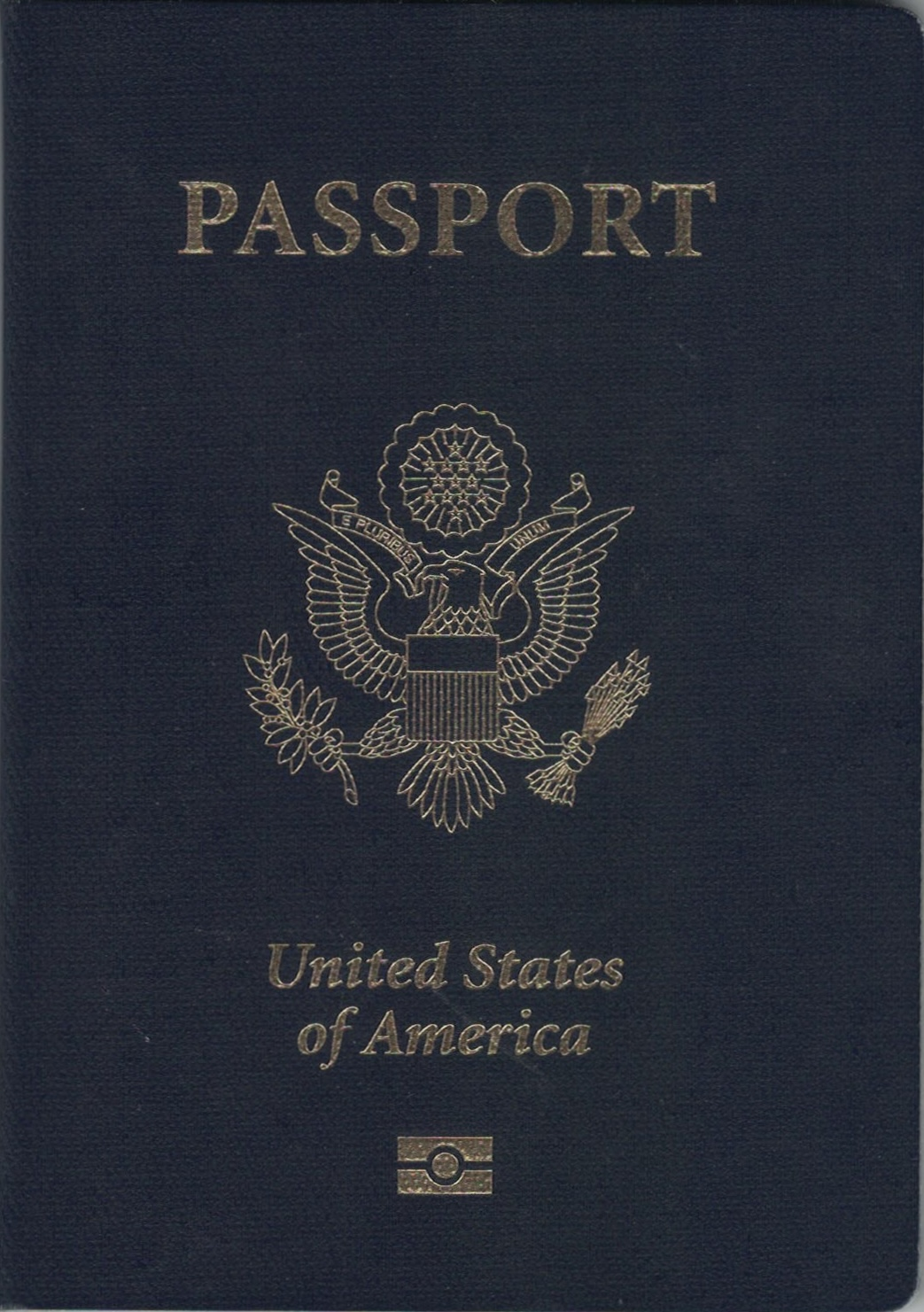
Passaporte biométrico estadunidense
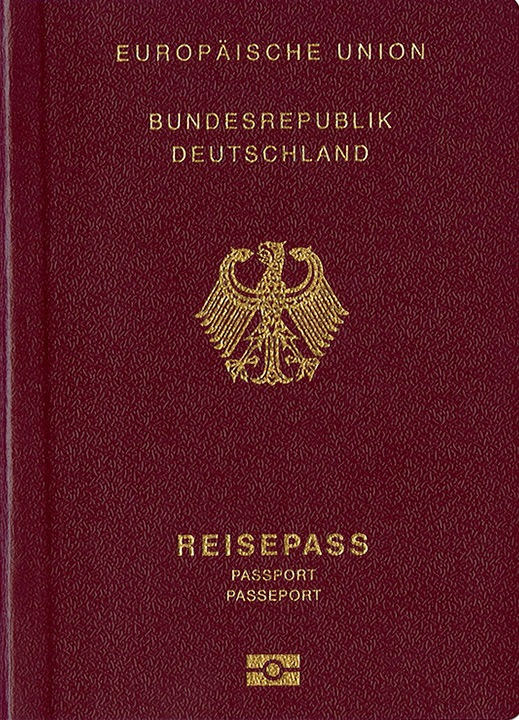
Passaporte biométrico alemão
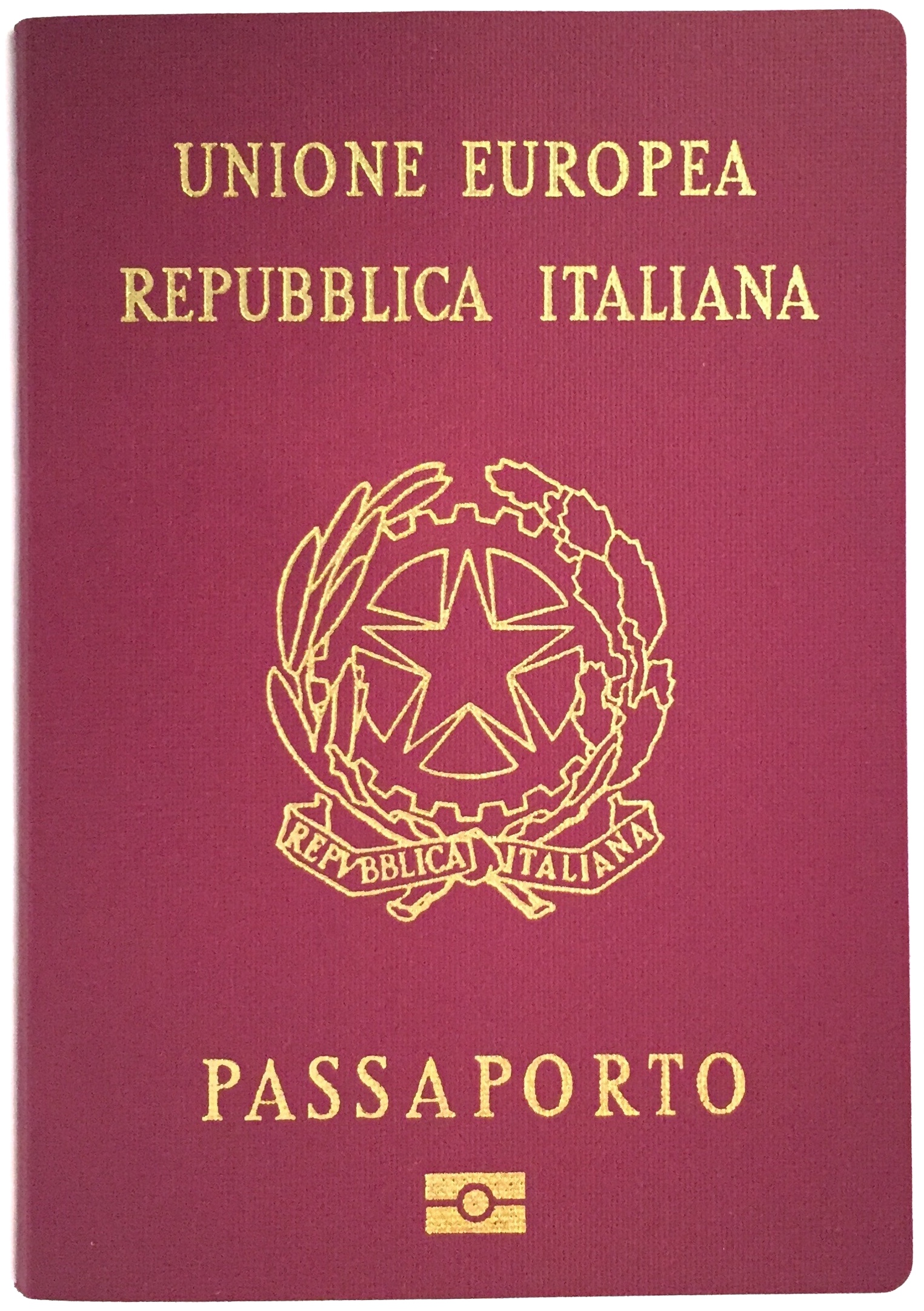
Passaporte biométrico italiano
Passaporte biométrico grego
Passaporte biométrico canadensePassaporte biométrico canadense
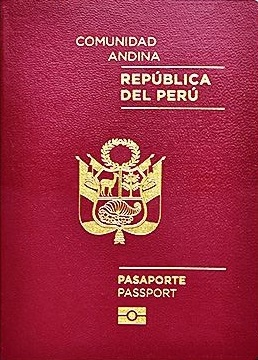
Passaporte biométrico peruano